# Amphorophora
Amphorophora är ett släkte av insekter som beskrevs av Buckton 1876. Amphorophora ingår i familjen långrörsbladlöss.

## Dottertaxa tillAmphorophora, i alfabetisk ordning[1][2]
- Amphorophora agathonica
- Amphorophora ampullata
- Amphorophora amurensis
- Amphorophora annae
- Amphorophora bonnevilla
- Amphorophora catharinae
- Amphorophora coloutensis
- Amphorophora cryptotaeniae
- Amphorophora filipendulae
- Amphorophora forbesi
- Amphorophora gei
- Amphorophora geranii
- Amphorophora idaei
- Amphorophora japonica
- Amphorophora kesocqua
- Amphorophora pacifica
- Amphorophora parviflori
- Amphorophora pawtincae
- Amphorophora rossi
- Amphorophora rubi
- Amphorophora rubicumberlandi
- Amphorophora rubitoxica
- Amphorophora scabripes
- Amphorophora sensoriata
- Amphorophora stachyophila
- Amphorophora stolonis
- Amphorophora tigwatensa
- Amphorophora tuberculata
- Amphorophora urtica
- Amphorophora vagans
- Amphorophora yomenae